# Lincoln County, Wyoming
Lincoln County är ett administrativt område i västra delen av delstaten Wyoming i USA, med 18 106 invånare. Den administrativa huvudorten (county seat) är Kemmerer.

## Historia
Lincoln County bildades 21 februari 1911 genom delning av Uinta County. Det är liksom många andra countyn med samma namn döpt efter USA:s sextonde president Abraham Lincoln. Countyt fick sina nuvarande gränser 1921, då Sublette County och Teton County bildades.

## Geografi
Enligt United States Census Bureau har countyt en total area på 10 590 km². 10 538 km² av den arean är land och 52 km² är vatten. 

### Angränsande countyn
- Teton County - nord
- Sublette County, Wyoming - nordöst
- Sweetwater County, Wyoming - öst
- Uinta County, Wyoming - syd
- Rich County, Utah - sydväst
- Bear Lake County, Idaho - väst
- Caribou County, Idaho - nordväst
- Bonneville County, Idaho - nordväst

### Naturreservat
- Cokeville Meadows National Wildlife Refuge och
- Fossil Butte National Monument ligger i Lincoln County.

- Bridger-Teton National Forest och
- Caribou-Targhee National Forest ligger delvis i Lincoln County.

## Orter
Invånarantal vid 2010 års folkräkning anges inom parentes.

### Större stad (City)
Stad med kommunalt självstyre.
- Kemmerer (2 656), huvudort

### Mindre städer (Towns)
Mindre städer med kommunalt självstyre.

- Afton (1 911)
- Alpine (828)
- Cokeville (535)
- Diamondville (737)
- La Barge (551)
- Opal (96)
- Star Valley Ranch (1 503)
- Thayne (366)

### Census-designated places
En census-designated place är en ort utan kommunalt självstyre som administreras direkt av countyt.

- Alpine Northeast
- Alpine Northwest
- Auburn
- Bedford
- Etna
- Fairview
- Fontenelle
- Freedom
- Grover
- Nordic
- Oakley
- Osmond
- Smoot
- Taylor
- Turnerville

### Övriga mindre samhällen
- Border Junction
- Frontier
- Sage